# Södertälje polismästardistrikt
Södertälje polismästardistrikt var ett av Stockholms läns åtta polismästardistrikt. Distriktet bestod geografiskt av Nykvarns kommun, Salems kommun och Södertälje kommun. Huvudpolisstationen var belägen på Jovisgatan invid Stortorget i centrala Södertälje fram till  februari 2014, då ett nytt polishus togs i bruk.
Efter polisens omorganisation 2015 motsvaras distriktet av Lokalpolisområde Södertälje inom Polisregion Stockholm.